# Leucania kashmirensis
Leucania kashmirensis là một loài bướm đêm trong họ Noctuidae.